# Gerhard-Hanappi-Stadion
Gerhard Hanappi Stadion – nieistniejący już stadion piłkarski w Wiedniu, stolicy Austrii. Oddany został do użytku w 1977 roku, jako „Weststadion” (Stadion zachodni). W 1980 obiekt został przemianowany na cześć legendarnego austriackiego piłkarza Gerharda Hanappiego. Swoje mecze na Gerhard Hanappi Stadion rozgrywał zespół Rapid Wiedeń. Jego pojemność wynosiła 18 500 miejsc. Był to drugi pod względem pojemności stadion piłkarski w Wiedniu po Ernst-Happel-Stadion. Na przełomie lat 2014 i 2015 został rozebrany, a w jego miejscu powstał nowy obiekt Rapidu Wiedeń, Allianz Stadion. Jego inauguracja miała miejsce 16 lipca 2016 roku.